# Promeropidae
Las Promeropidae o aves azucareras son una pequeña familia de aves paseriformes que están restringidas al sur de África. Esta familia y las Chaetopidae son las dos únicas completamente restringidas completamente al sur de África.
Las dos especies de aves azucareras pertenecen al género Promerops. Ellas se alimentan de néctar, pero también de insectos. En la apariencia general y los hábitos se parecen a grandes Nectariniidae, pero posiblemente sus parientes más próximos son de la familia Meliphagidae de Australia. Tienen plumaje parduzco, pico curvado hacia abajo típico de las paseriforme que se alimentan de néctar, y plumas largas en la cola.
Se pueden ver a menudo sobre las flores de arbustos de Protea que son característicos de los paisajes de tierras altas del sur de África. Ponen dos huevos en nidos que hacen en horquetas de árboles. 
Promerops gurneyi se encuentra desde Zambia hacia el sur, excepto el extremo sur de Sudáfrica. Promerops cafer es la especie de las provincias de El Cabo de Sudáfrica y ha sido considerada en algunos momentos como la misma especie que la anterior.
Familia Promeropidae
- Promerops gurneyi, ave azucarera de Gurney, Gurney's Sugarbird
- Promerops cafer, ave azucarera de El Cabo, Cape Sugarbird